# 藩属国
- 關於主权不完整，以封建制和契约精神为核心的属国，請見「附庸國」。
- 關於宗主国控制国防和外交关系，只有内部事务自治权的属国，請見「保护国」。

，指的是一類东亚地区特有的朝貢國形式，這種類型的國家均能理解“中原王朝-冊封體制”的概念，並以此為外交原則，又可称服屬国、藩屬、藩國。不同于清朝主权范围内的「藩部」（类似于英属印度内的土邦）。
該類型的國家內政並不會受到中國的干涉，只需要每過幾年對中國派遣朝貢使，并接受中国朝廷的「册封」即可；這些冊封國也可以私收自己的小冊封國，不管有几层嵌套中國都不會干涉；且可不受中国干涉与其他国家直接发展邦交，称为「属国自主」。因此中国朝贡体系内的属国，被國際社會視為獨立國家。

## 原理
自古以来，中国历代王朝都自稱為天朝上國，並且建立了詳細的“華夷秩序思想”作为其理論來源，並在這種觀念下和周边国家建立外交关系。中國在對外關係時保持極大的權威，可以大方給予外國統治者類似中国国内的诸侯、藩王或親王等级的礼遇，承认该国能与中國进行贸易，但在权威上必須要高外國一等。这就是中国为中心的东亚朝贡体系，即常說的“冊封體制”。冊封国之间亦有等級差距，以中国朝廷派遣的冊封使所穿衣服的材质，以及授予册封国印章的材質来判断誰高誰低。
欧美国家开始与中国朝廷直接交往后，认为作为中国的藩属国的地位纯粹是形式上的，并不一定意味着强大的政治控制。中国与向其纳贡的藩属国的关系从根本上不同于现代国际法中的关系，即拥有主权或宗主权的国家需要对附庸国或保护国进行实际保护。中国与其大多数藩属国之间的关系主要是经济上的，仅限于与占上风的中国商人进行商品交换。葡萄牙、荷兰等国在早期也利用“朝贡”的名义来华贸易。
其实各冊封国要对中国履行什么义务并不统一，视每個國家最初和中國定好的條款而论，但总的来说都是走形式，中国不會像西方国家對待殖民地一样真的干涉属国的内政，如果冊封國想要主动切斷与宗主国的联係，那中國也對它无可奈何。这种以“高低之礼仪”为概念的外交关系在19世紀西方列強的影響下崩潰了，中国被迫接受沒有任何含糊地帶、以“主权国家-殖民地”为明確判斷標準的外交关系。在英法聯軍之役之後，中國的清朝试图根据国际法将自己的一些冊封國轉換為現代意義上的殖民地，例如袁世凱對朝鮮王朝的所作所為，或者清朝想要從法國那裡重奪越南的宗主權，但無一例外全以失败告終。

## 各类册封国

### 日本
大和朝廷统一日本前，日本列岛的各部族政权就得到了东汉光武帝所授紫綬金色印「汉委奴国王印」，後来的倭國卑弥呼得到了曹魏的「亲魏倭王印」。雖然當時的日本土著王国文明程度並不高，但得到的卻是和大月氏（今中國新疆的古遊牧民族，後西迁建立贵霜帝国）一樣高等級的印章，中國在對日本欠缺了解的狀態下無形間提升了日本各地君主的外交地位。
在日本正式成為統一的國家後，虽然日本历史上始终独立于中国朝廷的册封体系之外，當時的中国王朝依然认定其享受最高規格的冊封國資格，隋炀帝不满于日本遣隋使所递交国书中的「東天皇敬白西皇帝」之语、元世祖更试图通过战争迫使日本臣服。明日贸易期间，室町幕府将军足利义满曾收到明朝给予的金质「日本國王之印」（日本國王实际上是幕府将军的外交头衔）。与日本列岛不同，同时期的琉球属于朝贡体系内的成员，其国王被明朝赐镀银印「琉球国国王印」，延续到清末。
到了19世紀，琉球国虽然還是中國清朝的冊封國，在表面上維持獨立的國家的形象，但實際上已經是日本薩摩藩的附庸國了。琉球处分时日本外务省在回复清朝的文告中就称所谓的“册封”只不过是空名虛秩，完全不能和萨摩藩对琉球广泛而深入的控制相提并论。

### 朝鲜半岛
在朝鲜，从公元前3世纪左右西汉初期建立卫满朝鲜，到1895年日本在甲午战争中打败清朝，並用《马关条约》規定朝鲜是独立国家之前的，朝鮮半島的國家們在這2100年中一直是中国的冊封國。朝鮮半島的統治者所接受的思想價值，也几乎和中國一致。
朝鮮半岛自古就被中國認為是一个飽读詩书，在所有外国中最贴近中华文化的国家。在高麗時代，每个高麗王在登基前先会被中國授予“权知高丽国事”的美称，後面才能自称“高丽王”。在其它中國的冊封国中，如果国王去世，那新王可以立即继位，只需要事後再通報中国一聲，讓中國知道這件事，而中国也基本会认。这样，册封国的新王们就能利用中國的军事權威逼迫自己國內的反對派服从自己，以保持自己王位的稳定。但在全部冊封國中，独独与众不同，它採取“事前批准”的模式，朝鲜半岛古代的統治者们均强调“要在守礼知耻的前提下与中国保持友好”，既使可以利用中国的权威，但韩国在大部份历史时期也会选择不用。例如李成桂篡位後想自称为高丽王，但他先以“权知高丽国事”的名义派遣朝贡使到明朝，请明朝皇帝朱元璋认可他为高丽王。然而朱元璋却要求其更改国号。
李成桂在接到改国号的命令後，準备了两个名称，一個是“朝鲜”、另一個是“和寧”，并再次寫信请朱元璋幫他定夺。因為“和宁”與蒙古帝国的故乡“哈拉和林”的漢語翻譯一樣，為了避免和明朝敵對的蒙古勢力產生歧义，在外交关系上引发不必要的混乱，所以朱元璋选择了同为西汉武帝屬國的“朝鲜”為名。之後朝鲜李氏家族就名正言顺的成為朝鮮半岛中權力最大的獨裁者國王，朝鲜国内也再无支持高丽王朝的声音。
皇太极迫使朝鲜仁祖称臣后，朝鮮和中國清朝的关系深化到無以複加的地步，朝鮮王朝每年能從清廷那裡拿到數量龐大的賞賜，分別是：黃金一百两、白银一千两、奶牛三千头、戰馬三千頭，以及其它各種朝鮮所缺乏的奇珍異寶。以至於朝鮮在19世紀中面對西方列強的時候，也有像閔妃（即明成皇后）一樣堅持主張要和清朝維持友好關係的政客出現，否則遠離清朝的話，朝鮮每年免費從清朝獲得的巨額利潤就會徹底消失。閔妃為了壓制朝鮮國內的親日派，經常把自己的傀儡继承人（例如纯宗等）包裝成朝貢使，讓他們直接接受清朝的冊封。袁世凯一度被清廷派往朝鲜，监督其通商事宜，清朝还在仁川短暂设置了租界。

### 越南
越南各王朝虽然在表面上隶属於中國，但越南自主性明显强于朝鲜半岛，常以“南帝”自居。阮朝也有自己的冊封國，對柬埔寨、老挝這兩個國家的態度就像中國對冊封國的態度一樣，並積極把越南-中華式的建築、服裝、音樂傳播到冊封國之中。以至於在法國侵略越南的時候，順便也把兩國和越南合併，統稱為法屬印度支那；而國際社會因為認同越南對柬埔寨、老挝有宗主權，所以越南的宗主法國也自動有權力佔領。

## 相关项目
- 中華
- 蠻夷
- 華夷秩序
- 冊封體制
- 冊封
- 朝貢
- 羈縻政策
- 小中華思想
- 事大主義
- 萬國公法